# Seebach
Pour les articles homonymes, voir Seebach (homonymie).
Seebach (prononcer [zebax] ; signifie « rivière du lac » en français) est une commune française située dans la circonscription administrative du Bas-Rhin et, depuis le 1er janvier 2021, dans le territoire de la Collectivité européenne d'Alsace, en région Grand Est.
La commune s'est appelée Oberseebach jusqu'à sa fusion, en novembre 1974, avec le village de Niederseebach.

## Géographie

### Localisation
La commune de Seebach est située à proximité de Wissembourg dont elle est éloignée de 9 km.

### Géologie et relief
Le village s'inscrit dans un paysage de collines agricoles dont les sommets avoisinent les 190 m d'altitude et un fond de vallée à 140 m.

### Sismicité
Commune située dans une zone de sismicité modérée.

### Hydrographie
La commune est dans le bassin versant du Rhin au sein du bassin Rhin-Meuse. Elle est drainée par le ruisseau le Haussauerbach, le ruisseau le Seebach et le ruisseau le Warsbach,.
Le Haussauerbach, d'une longueur de 15 km, prend sa source dans la commune de Rott et se jette  dans le Seltzbach à Hoffen, après avoir traversé huit communes.

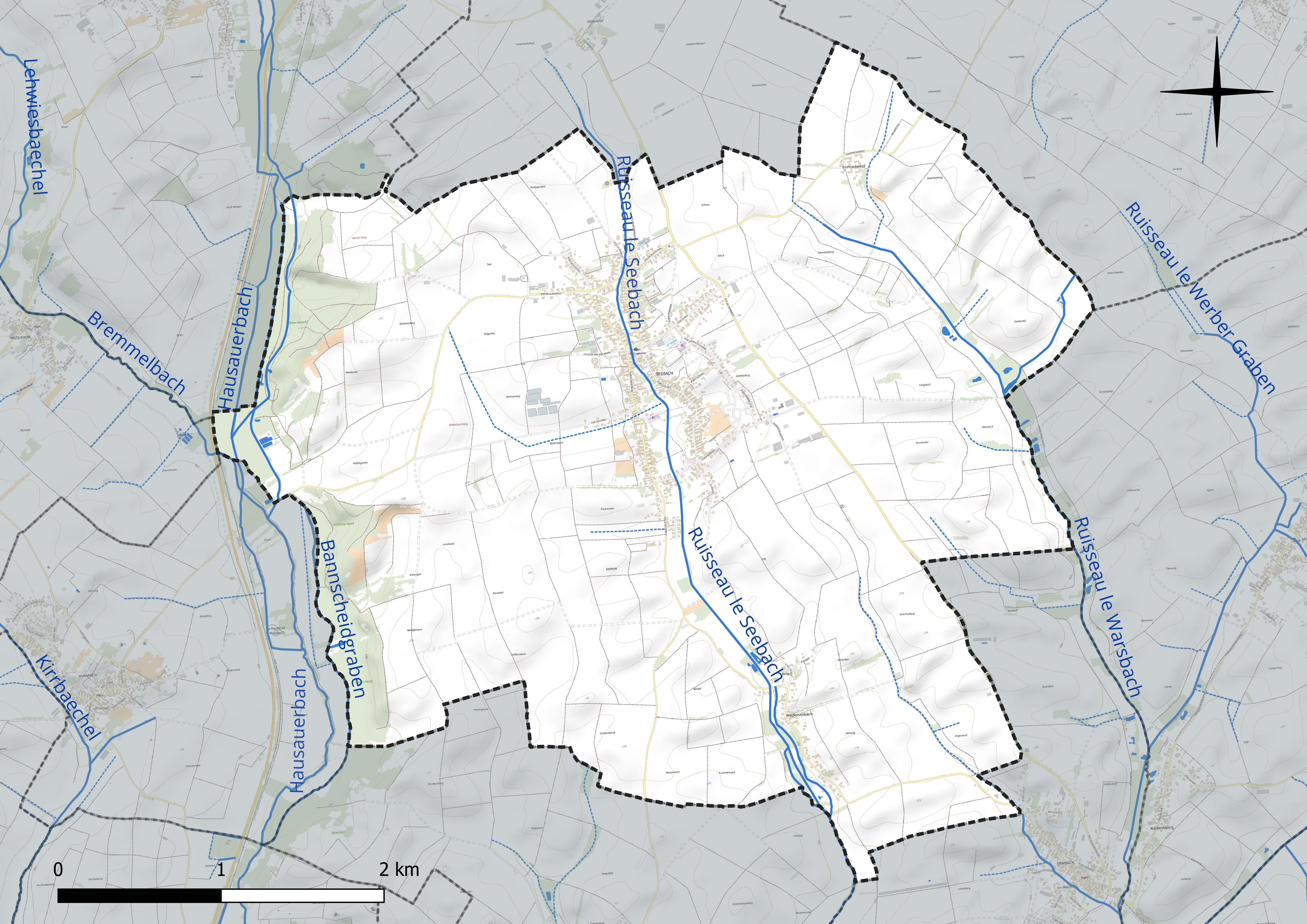
Réseau hydrographique de Seebach.

Le Seebach, d'une longueur de 11 km, prend sa source dans la commune de Wissembourg et se jette  dans le Seltzbach à Buhl, après avoir traversé cinq communes.

### Climat
Pour des articles plus généraux, voir Climat du Grand Est et Climat du Bas-Rhin.
En 2010, le climat de la commune est de type climat des marges montargnardes, selon une étude du Centre national de la recherche scientifique s'appuyant sur une série de données couvrant la période 1971-2000. En 2020, Météo-France publie une typologie des climats de la France métropolitaine dans laquelle la commune est exposée à un climat semi-continental et est dans la région climatique  Alsace, caractérisée par une pluviométrie faible, particulièrement en automne et en hiver, un été chaud et bien ensoleillé, une humidité de l’air basse au printemps et en été, des vents faibles et des brouillards fréquents en automne (25 à 30 jours).
Pour la période 1971-2000, la température annuelle moyenne est de 10,7 °C, avec une amplitude thermique annuelle de 18 °C. Le cumul annuel moyen de précipitations est de 765 mm, avec 10,6 jours de précipitations en janvier et 10,8 jours en juillet. Pour la période 1991-2020, la température moyenne annuelle observée sur la station météorologique de Météo-France la plus proche, « Scheibenhard », sur la commune de Scheibenhard à 11 km à vol d'oiseau, est de 11,8 °C et le cumul annuel moyen de précipitations est de 739,0 mm. 
La température maximale relevée sur cette station est de 38,8 °C, atteinte le 7 août 2015 ; la température minimale est de −15,2 °C, atteinte le 11 janvier 2009,,.
Les paramètres climatiques de la commune ont été estimés pour le milieu du siècle (2041-2070) selon différents scénarios d'émission de gaz à effet de serre à partir des nouvelles projections climatiques de référence DRIAS-2020. Ils sont consultables sur un site dédié publié par Météo-France en novembre 2022.

### Voies de communications et transports

#### Voies routières
Le village est desservi à l'ouest par la route départementale n° 249 qui se raccorde sur la RD 263 reliant Haguenau à Wissembourg. Vers le nord-est, cette même route conduit vers le hameau de Frohnackerhof puis Schleithal. La RD 34, à l'est, permet d'atteindre Trimbach. Enfin la RD 645 relie les deux principales parties de la commune que sont Niederseebach et Oberseebach le long de la rivière Seebach d'où la commune tire son nom.

#### Transports en commun

##### Lignes SNCF
- Gare de Haguenau.
- Gare de Wissembourg.

L'arrêt de Riedselzt sur la ligne TER Strasbourg-Haguenau-Wissembourg se trouve à moins de 3 km et celui de Hoffen à 8 km.

### Intercommunalité
Commune membre de la communauté de communes du Pays de Wissembourg.

## Urbanisme

### Typologie
Au 1er janvier 2024, Seebach est catégorisée bourg rural, selon la nouvelle grille communale de densité à sept niveaux définie par l'Insee en 2022.
Elle est située hors unité urbaine. Par ailleurs la commune fait partie de l'aire d'attraction de Wissembourg (partie française), dont elle est une commune de la couronne,. Cette aire, qui regroupe 11 communes, est catégorisée dans les aires de moins de 50 000 habitants,.

### Occupation des sols
L'occupation des sols de la commune, telle qu'elle ressort de la base de données européenne d’occupation biophysique des sols Corine Land Cover (CLC), est marquée par l'importance des territoires agricoles (89,3 % en 2018), en diminution par rapport à 1990 (90,8 %). La répartition détaillée en 2018 est la suivante : terres arables (76 %), zones agricoles hétérogènes (13,3 %), forêts (5,5 %), zones urbanisées (5,2 %). L'évolution de l’occupation des sols de la commune et de ses infrastructures peut être observée sur les différentes représentations cartographiques du territoire : la carte de Cassini (XVIIIe siècle), la carte d'état-major (1820-1866) et les cartes ou photos aériennes de l'IGN pour la période actuelle (1950 à aujourd'hui).

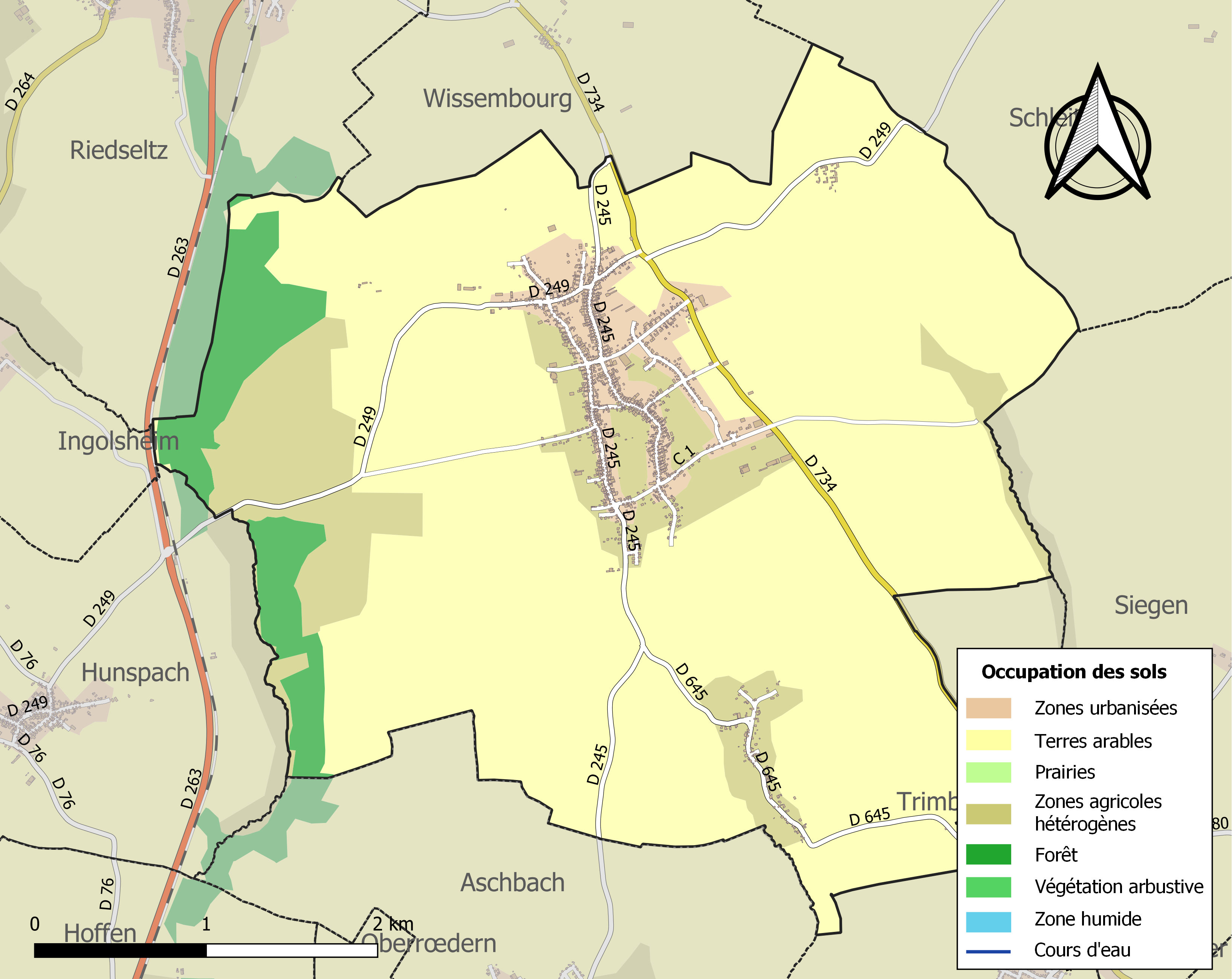
Carte des infrastructures et de l'occupation des sols de la commune en 2018 (CLC).

## Histoire

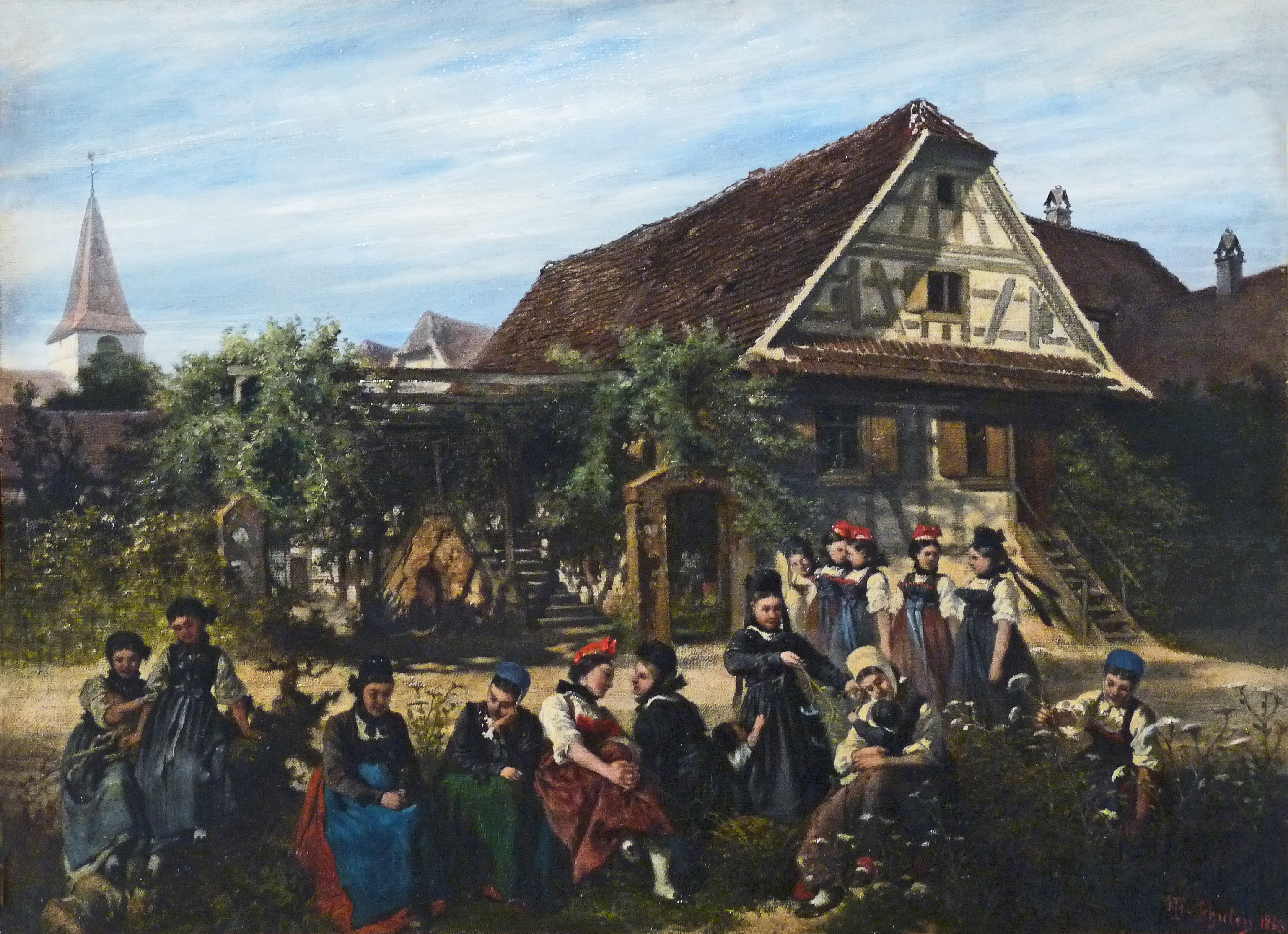
Dimanche à Oberseebach (Théophile Schuler, 1863).

- La première mention historique datée des deux villages d'Ober et Nieder- Seebach est de l'an 967, qui les situe à la limite sud du « Mundat » de l'abbaye de Wissembourg dans la charte de l'empereur Otton Ier. Le village de Niederseebach appartient au duc des Deux-Ponts puis passe aux mains des comtes de Lichtenberg de 1307 à 1480, pour revenir aux comtes des Deux-Ponts-Bitche. Le village sera vendu aux barons de Fleckenstein en 1543 jusqu'en 1720.
- Les deux villages furent rattachés à la France en 1679 et 1680, puis rendus à l'évêché de Spire en 1709.
- Le village d'Oberseebach s'aggrandira rapidement au début du XIXe siècle, malgré une émigration vers la Russie[18] puis vers l'Algérie[19] et l'Amérique du Nord[20].
- Oberseebach et Niederseebach fusionnent en 1974, formant ainsi la commune de Seebach.
- Le 1er janvier 2015 Seebach, qui dépendait de l'arrondissement de Wissembourg, est rattachée à l'arrondissement de Haguenau-Wissembourg.
- En janvier 2023, le temple protestant de Seebach reçoit le 3e prix du mécénat populaire de la Fondation du patrimoine pour les travaux de rénovation réalisés entre mai 2020 et août 2022, prix qui récompense depuis 2005 les projets jugés particulièrement fédérateurs[21].

### Héraldique
| Blason de Seebach | Blason  | Parti : au premier d'argent à la crosse abbatiale de gueules mouvant de la pointe, au second de sinople à la bande ondée d'argent ; à la lette S onciale de sable brochant en pointe sur le tout. |
| Blason de Seebach | Détails | |

## Toponymie
- Oberseebach (1793), Obersecbach  (1801), Seebach (1974).
- Seebàch en francique méridional.

## Politique et administration
| Période                                  | Période                   | Identité                                  | Étiquette | Qualité |
| ---------------------------------------- | ------------------------- | ----------------------------------------- | --------- | ------- |
| mars 2001                                | mars 2008                 | Raymond Weissbeck                         |           |         |
| mars 2008                                | 2014                      | Théo Schimpf                              |           |         |
| 2014                                     | En cours (au 31 mai 2020) | Michel Lom Réélu pour le mandat 2020-2026 |           |         |
| Les données manquantes sont à compléter. |                           |                                           |           |         |

### Budget et fiscalité 2019

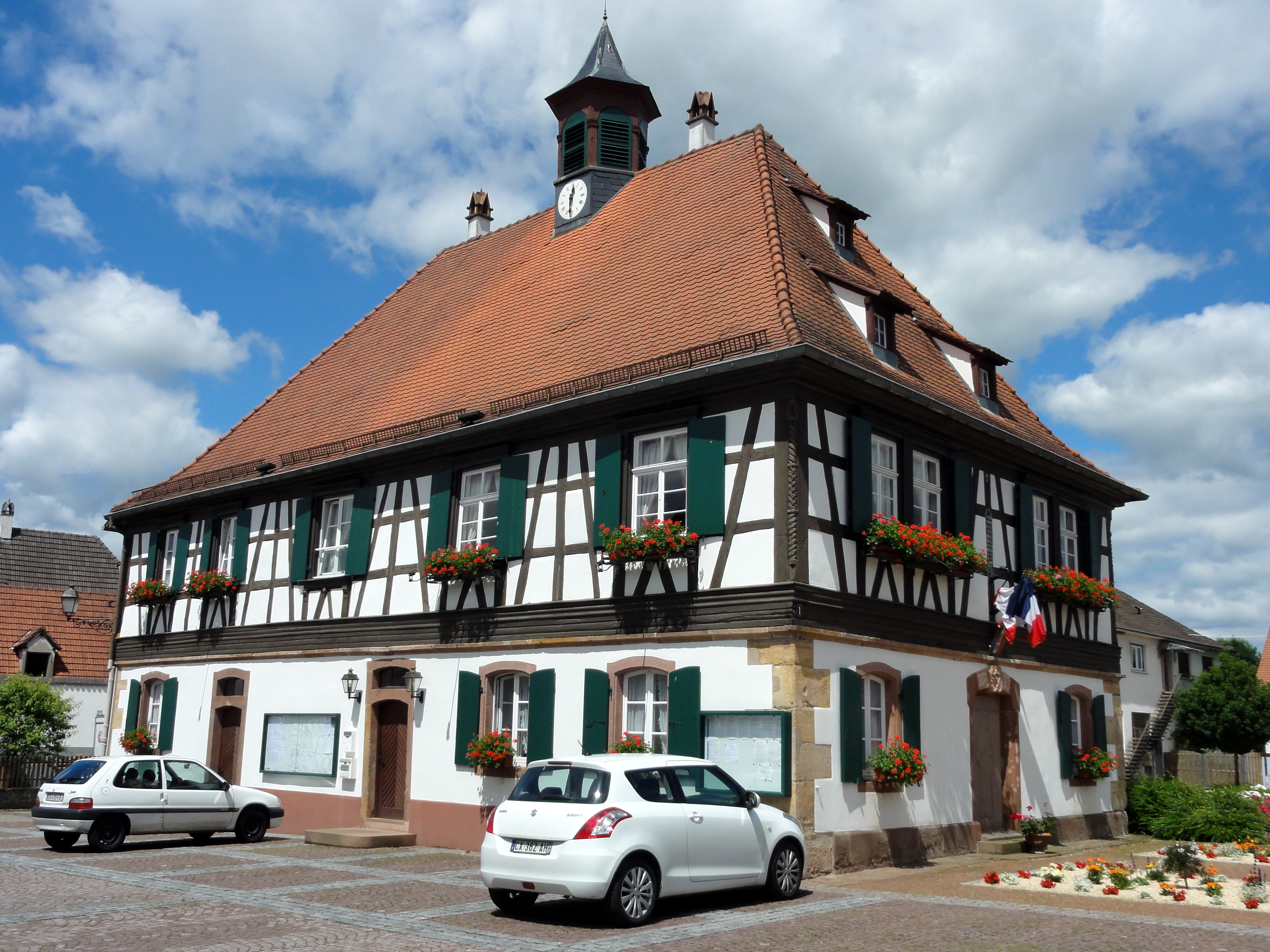
Mairie de 1731.

En 2019, le budget de la commune était constitué ainsi :
- total des produits de fonctionnement : 1 212 000 €, soit 707 € par habitant ;
- total des charges de fonctionnement : 946 000 €, soit 552 € par habitant ;
- total des ressources d'investissement : 764 000 €, soit 446 € par habitant ;
- total des emplois d'investissement : 1 284 000 €, soit 750 € par habitant ;
- endettement : 22 000 €, soit 13 € par habitant.

Avec les taux de fiscalité suivants :
- taxe d'habitation : 19,61 % ;
- taxe foncière sur les propriétés bâties : 12,44 % ;
- taxe foncière sur les propriétés non bâties : 54,27 % ;
- taxe additionnelle à la taxe foncière sur les propriétés non bâties : 45,11 % ;
- cotisation foncière des entreprises : 19,31 %.

Chiffres clés Revenus et pauvreté des ménages en 2018 : médiane en 2018 du revenu disponible, par unité de consommation : 25 800 €.

## Économie

### Entreprises et commerces

#### Agriculture
- Agriculteurs et éleveurs.

#### Tourisme
Cette commune se trouve dans la région historique et culturelle d'Alsace.
- Restaurants,
- Gîtes ruraux et chambres d'hôtes[26].

#### Commerces
- Commerces et services de proximité.

## Population et société

### Démographie

#### Évolution démographique
L'évolution du nombre d'habitants est connue à travers les recensements de la population effectués dans la commune depuis 1793. Pour les communes de moins de 10 000 habitants, une enquête de recensement portant sur toute la population est réalisée tous les cinq ans, les populations de référence des années intermédiaires étant quant à elles estimées par interpolation ou extrapolation. Pour la commune, le premier recensement exhaustif entrant dans le cadre du nouveau dispositif a été réalisé en 2006.

En 2022, la commune comptait 1 620 habitants, en évolution de −3,28 % par rapport à 2016 (Bas-Rhin : +3,17 %, France hors Mayotte : +2,11 %).
| 1793  | 1800  | 1806  | 1821  | 1831  | 1836  | 1841  | 1846  | 1851  |
| ----- | ----- | ----- | ----- | ----- | ----- | ----- | ----- | ----- |
| 1 048 | 1 366 | 1 358 | 1 847 | 1 814 | 1 854 | 1 773 | 1 875 | 1 903 |

| 1856  | 1861  | 1866  | 1871  | 1875  | 1880  | 1885  | 1890  | 1895  |
| ----- | ----- | ----- | ----- | ----- | ----- | ----- | ----- | ----- |
| 1 763 | 1 793 | 1 887 | 1 855 | 1 797 | 1 888 | 1 813 | 1 749 | 1 741 |

| 1900  | 1905  | 1910  | 1921  | 1926  | 1931  | 1936  | 1946  | 1954  |
| ----- | ----- | ----- | ----- | ----- | ----- | ----- | ----- | ----- |
| 1 654 | 1 685 | 1 681 | 1 536 | 1 529 | 1 485 | 1 541 | 1 400 | 1 362 |

| 1962  | 1968  | 1975  | 1982  | 1990  | 1999  | 2006  | 2011  | 2016  |
| ----- | ----- | ----- | ----- | ----- | ----- | ----- | ----- | ----- |
| 1 353 | 1 453 | 1 616 | 1 512 | 1 541 | 1 672 | 1 752 | 1 707 | 1 675 |

| 2021  | 2022  | - | - | - | - | - | - | - |
| ----- | ----- | - | - | - | - | - | - | - |
| 1 646 | 1 620 | - | - | - | - | - | - | - |

### Enseignement
Établissements d'enseignements :
- École maternelle,
- École primaire,
- Collèges à Wissembourg,
- Lycées à Wissembourg.

### Santé
Professionnels et établissements de santé :
- Médecins à Seebach, Hunspach, Riedseltz, Stundwiller, Wissembourg,
- Dentiste, kinésithérapeute, ostéopathe,infirmière, sage femme à Seebach
- Pharmacie à Seebach, Wissembourg.
- Hôpitaux à Wissembourg, Haguenau.

### Cultes
- Culte catholique, communauté de paroisses La Plaine d'Alsace du Nord, paroisse Saint-Martin[33], diocèse de Strasbourg.
- Culte protestant[34],[35].

## Lieux et monuments
- Niederseebach est l'une des quelque cinquante localités d'Alsace dotées d'une église simultanée. Elle a été inaugurée en septembre 1967[36].

- Le temple protestant date de 1783. Il a été édifié à la suite d'un décret royal de 1780 signé par Louis XVI qui autorisait une maison de prières à deux étages. Doté d'un clocher à compter de 1829, l'édifice a été rénové de 2020 à 2022[37],[21]
- Église Saint-Martin.

Presbytère catholique (XVIIIe et XIXe siècles).
- Monuments commémoratifs :
  - Plaque commémorative[39].
  - Croix de cimetière[40].
- Banc reposoir napoléonien du Second Empire[41].
- Maisons à colombages[42].

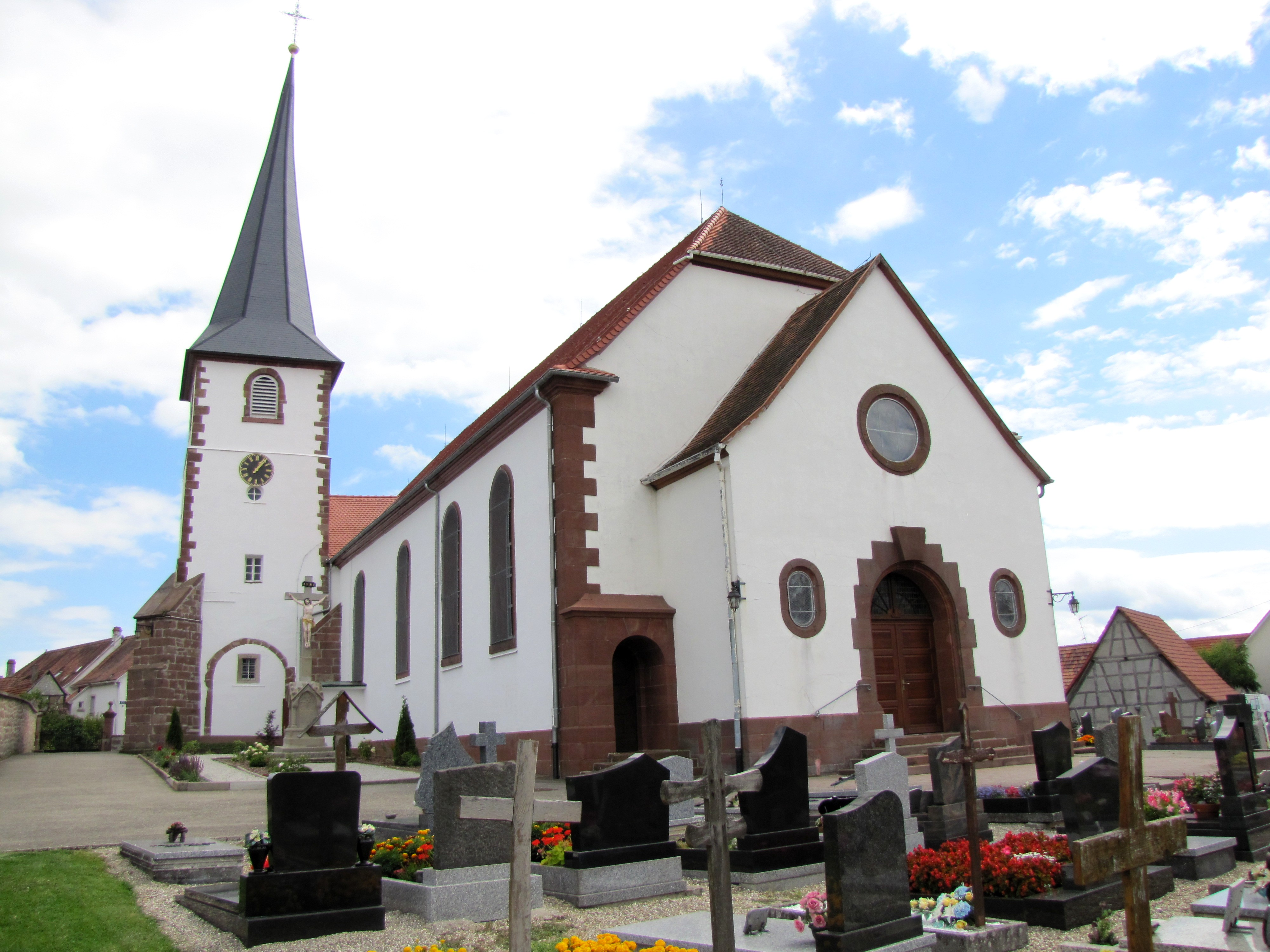
Église Saint-Martin de Seebach.
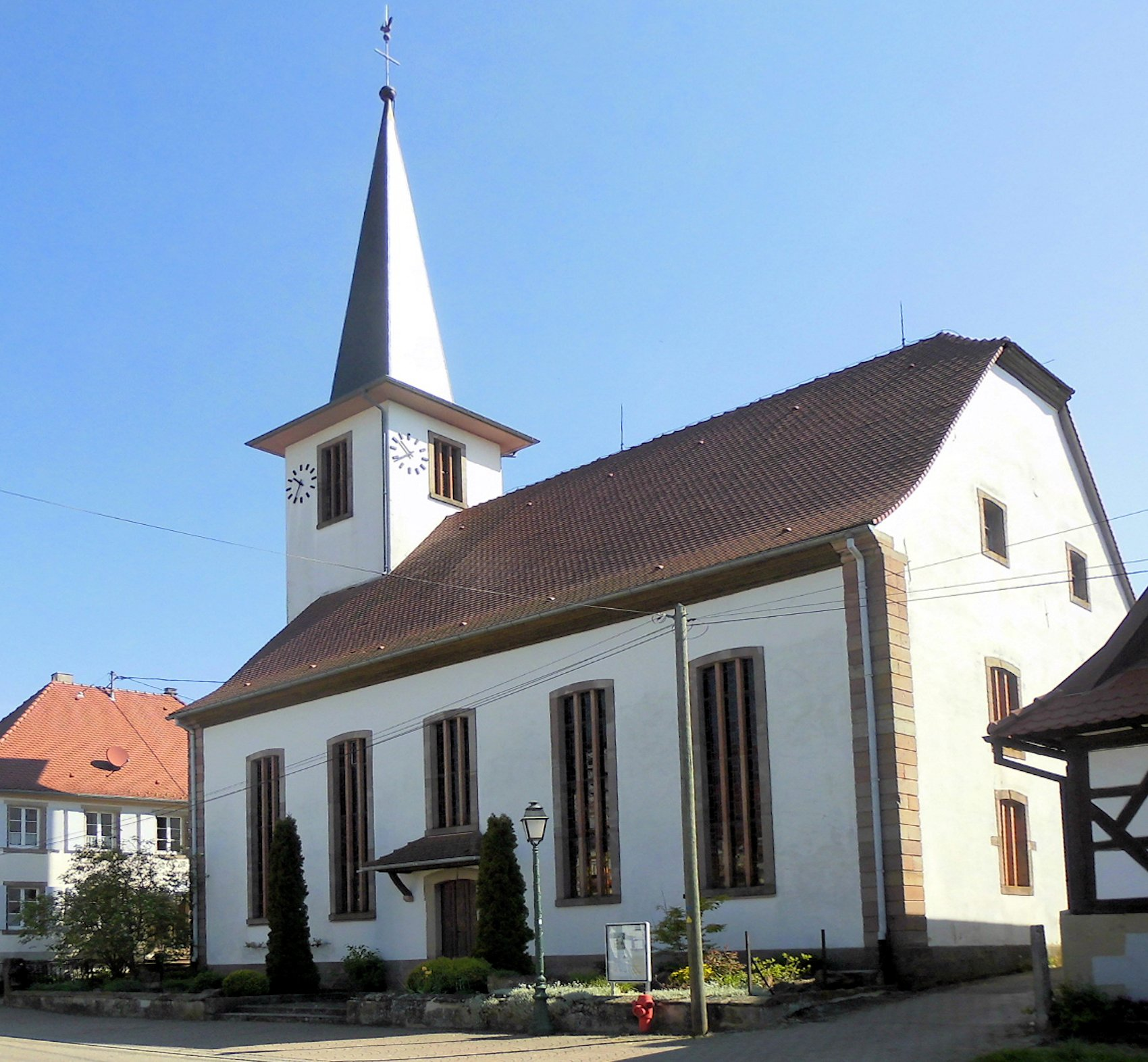
Temple protestant de Seebach.
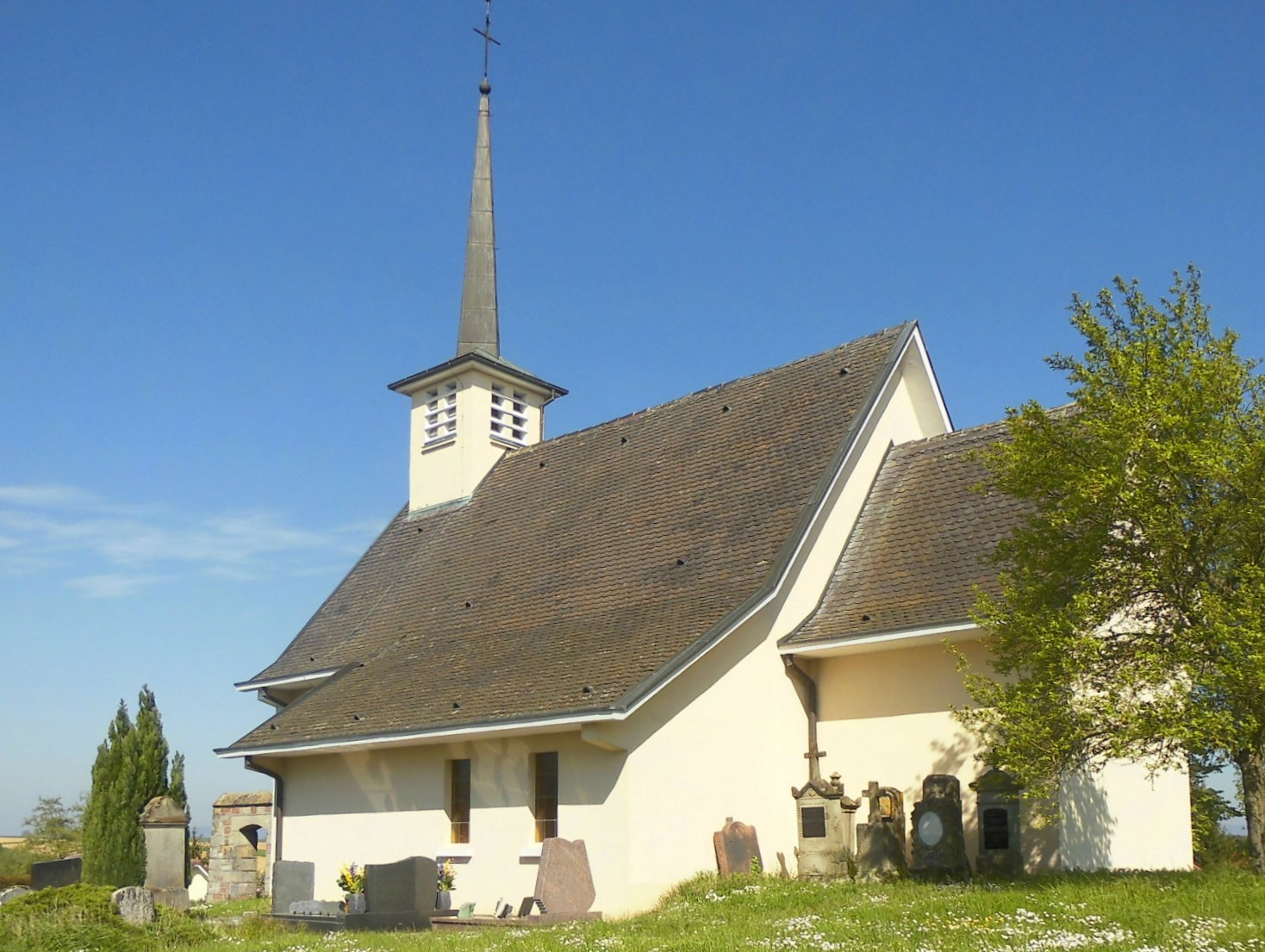
L'église protestante Saint-Wendelin de Niederseebach.
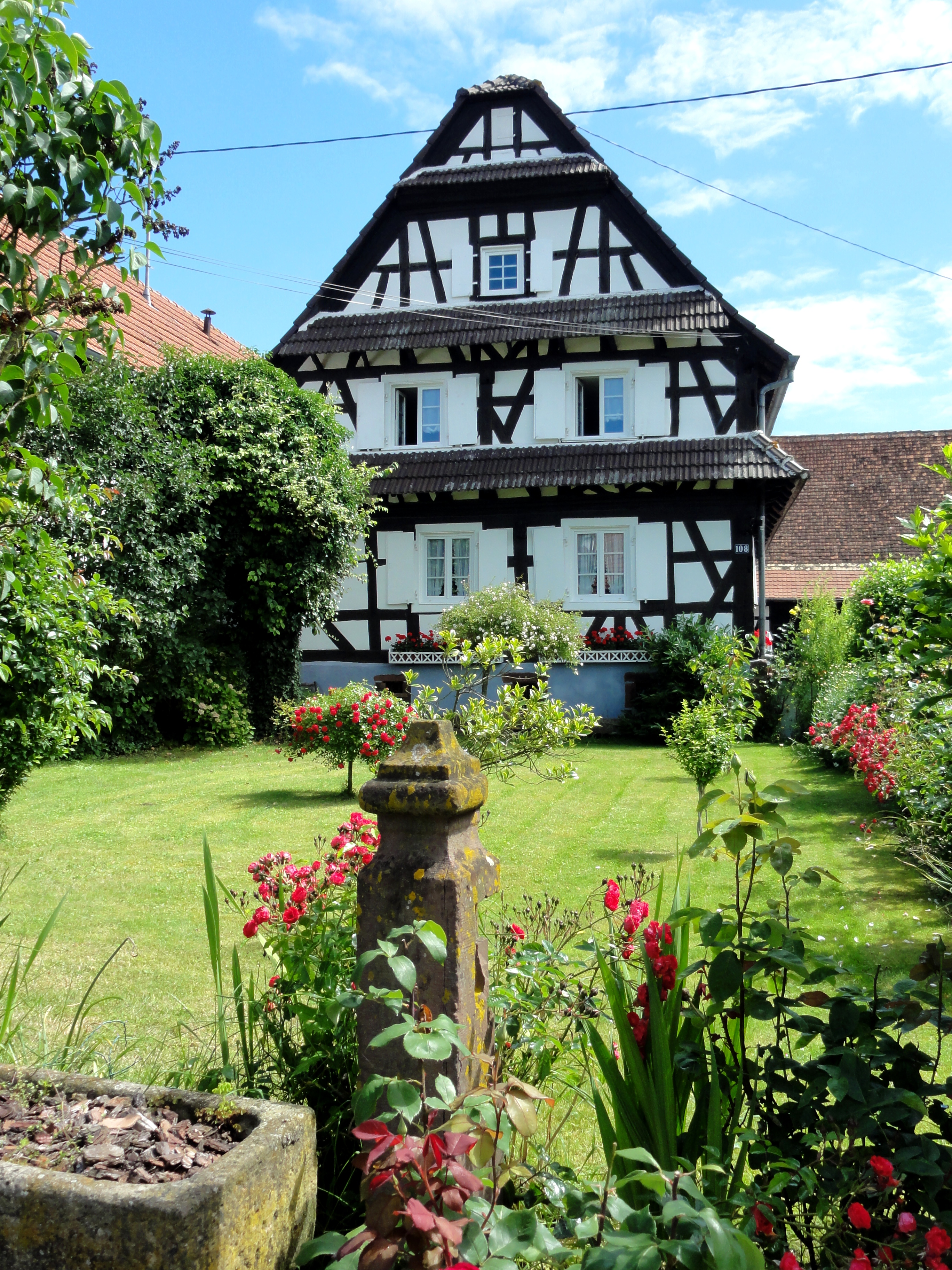
Maison, 108 rue des Églises (XVIIIe).
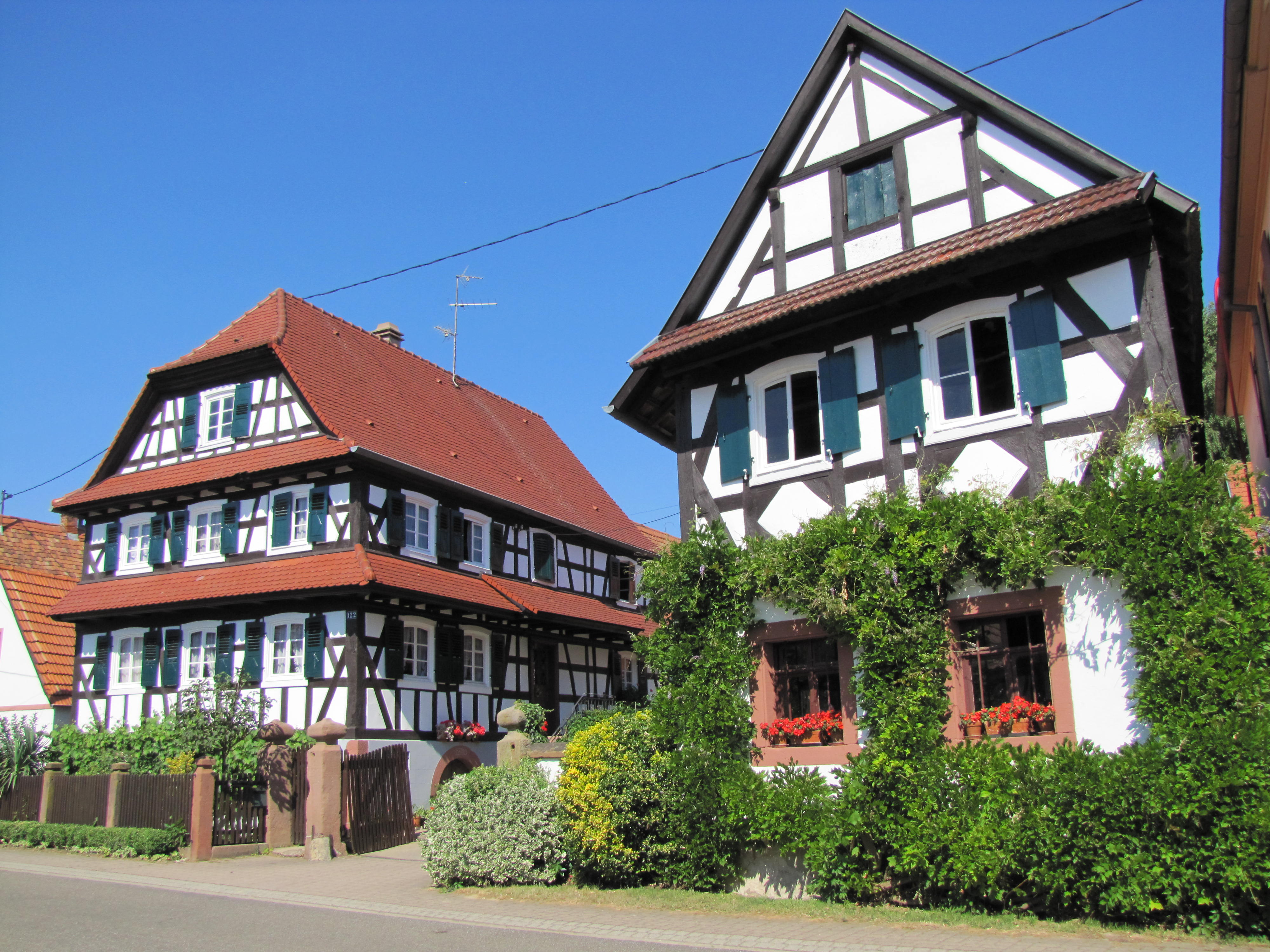
Maison, 122 rue des Églises (1781).
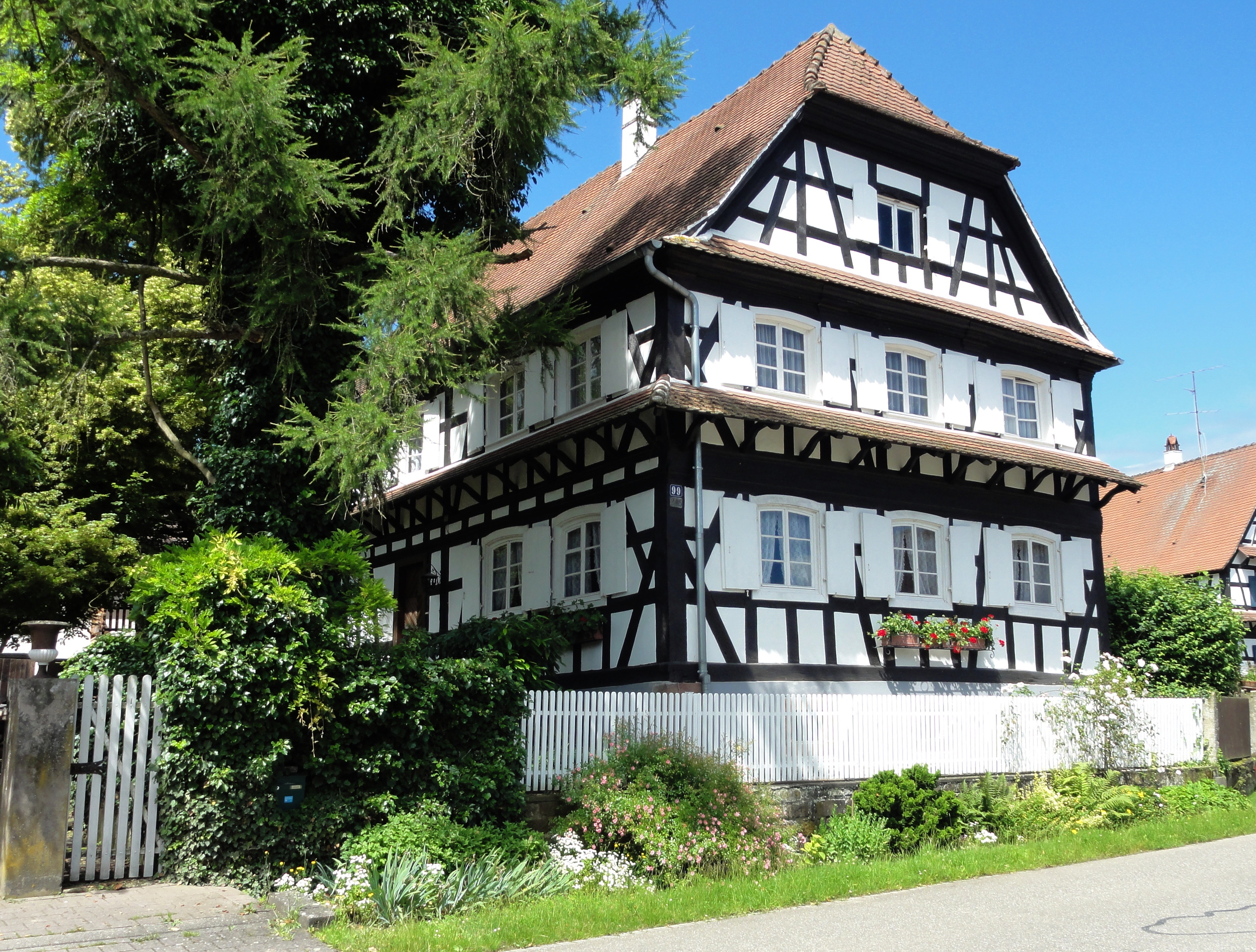
Maison, 99 rue des Forgerons (1780).
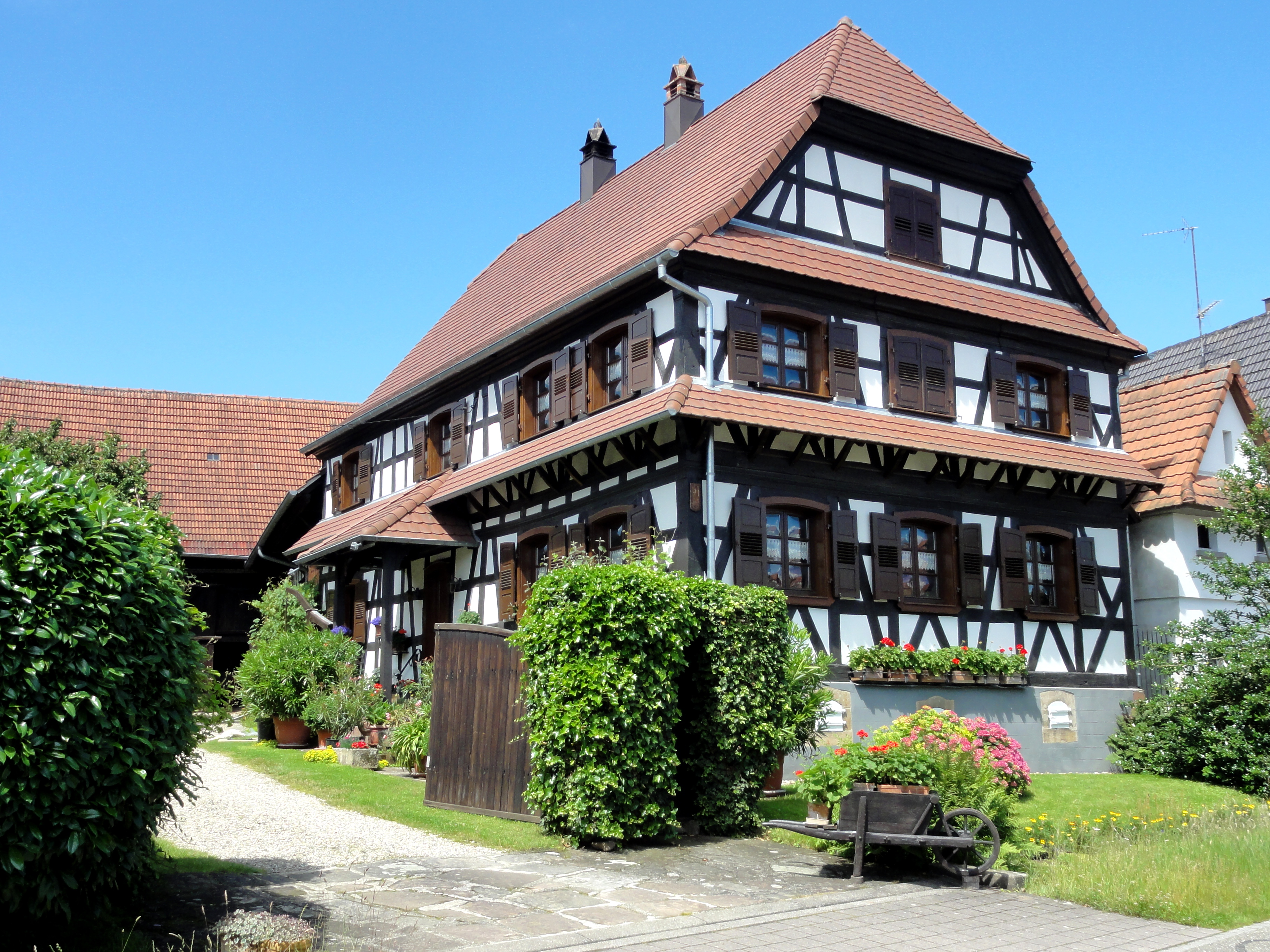
Maison, 91 rue des Forgerons (1797-1805).
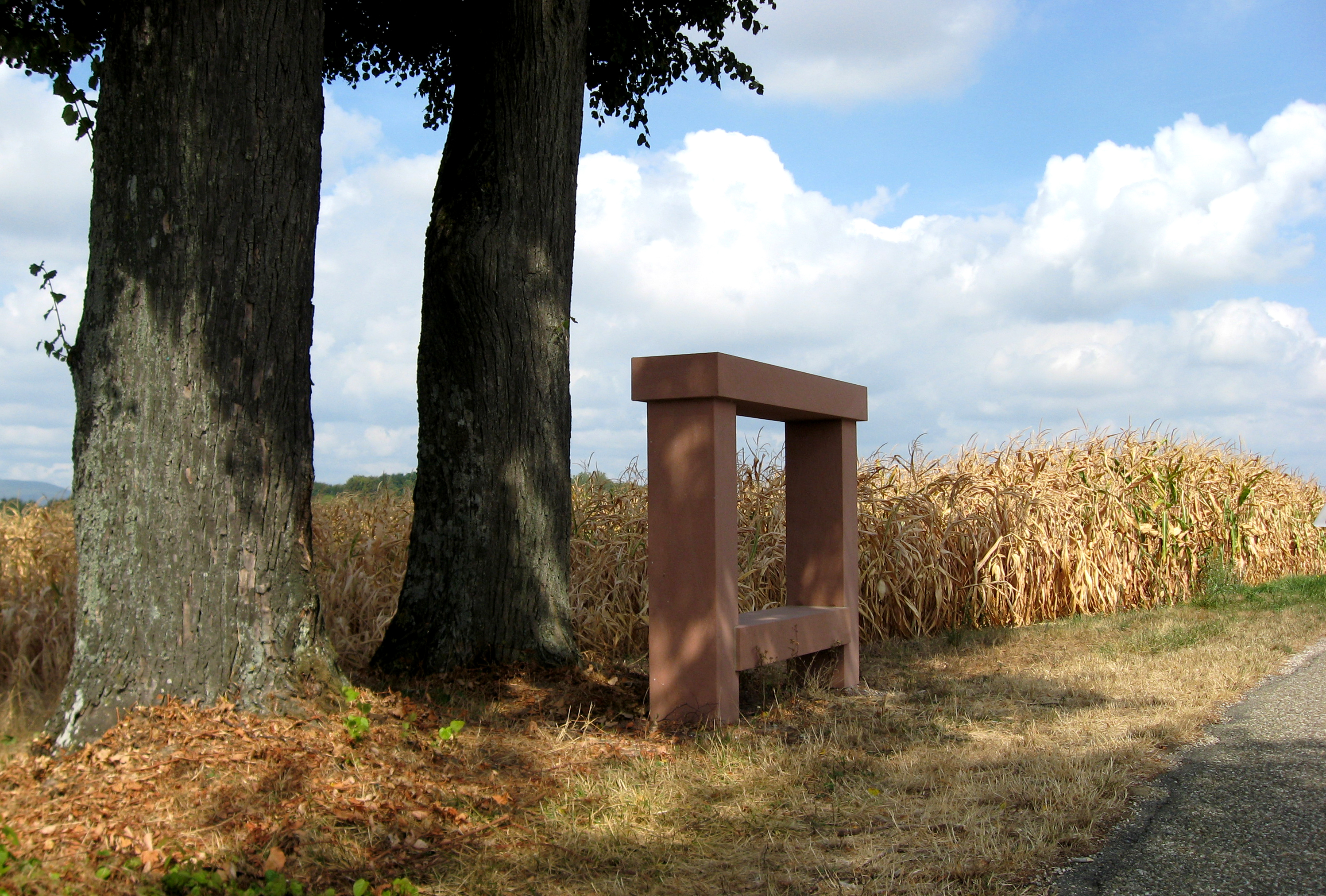
Banc reposoir napoléonien du Second Empire.
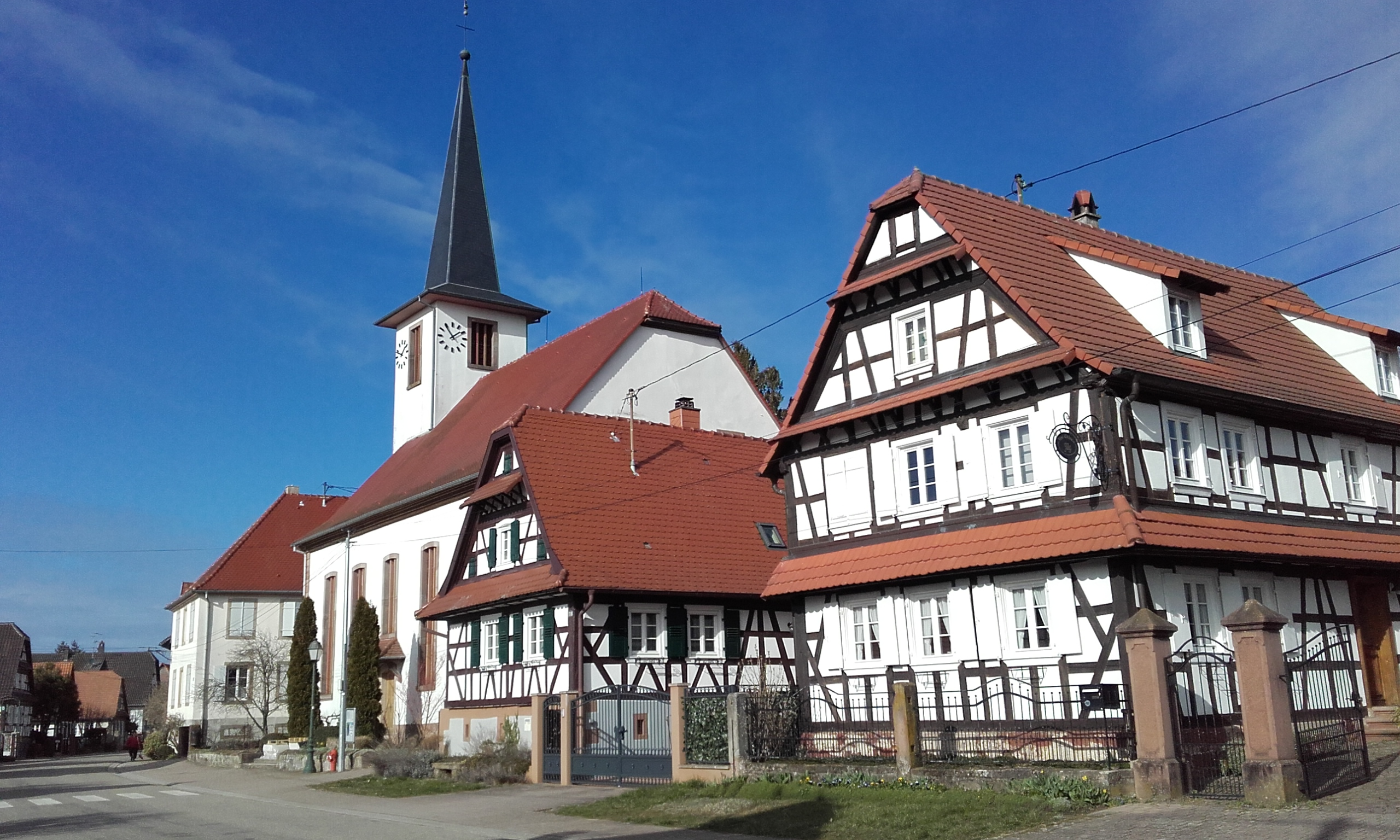
Rue des Églises avec l'église réformée.

## Personnalité liée à la commune
- Caroline Muller, née le 30 novembre 1907 à Oberseebach (Bas-Rhin) et décédée le 21 mai 1958. Pendant la Seconde Guerre mondiale, elle crée le réseau d'évasion « Tante Jeanne » à Haguenau (Bas-Rhin). Elle est surnommée la « Dame en noir ».
- Gaëtan Weissbeck, footballeur professionnel.
- Regis MEYER, mieux connu sous le pseudonyme Maya Rech (né en 1987).

## Fête du village
Tous les ans, Seebach organise une fête paysanne, la Streisselhochzeit (Streissel signifiant bouquet, hochzeit mariage), où sont proposés des chansons, des danses folkloriques, des stands de recettes traditionnelles. En effet, des mets tels que des apfelkieschles (crêpes aux pommes), dampfnudles, saumage (estomac de porc farcie), fleischknepfle (boulette de viande) et flammkueche (tarte flambée), sont proposés. En 2017, elle aura lieu le 21, 22 et 23 juillet et sera la 36e édition. Les dates des précédentes et prochaines Streisselhochzeit se situent soit la semaine du 14-Juillet, soit la semaine suivante.
Un spectacle vivant présente des figurants restant figés pendant quelques minutes et retracent des scènes de la vie quotidienne du début du XXe siècle. Le dimanche à 10 h 30 a lieu le cortège nuptial, il s'ensuit ensuite les coutumes d'antan et au milieu de l'après-midi a lieu le grand défilé du mariage.